# Oiz
Oiz té 1.026,40 m. d'altitud i és conegut, popularment, com a El Mirador de Biscaia. És un dels més mítics cims del territori històric de Biscaia, al País Basc. Els cims d'Oiz i Zengotitagane formen part d'una cresta allargada les aigües de la qual van a parar a diverses conques fluvials: Ibaizabal, Artibai, Lea, Oka i Deba, totes elles del vessant Cantàbric.
La seva privilegiada ubicació i la seva altura fan possible que des de la seva cresta i cim pugui controlar-se visualment un espai sorneguerament qualificat per alguns com a "infinit".

## Descripció
La muntanya Oiz posseeix una silueta fàcilment identificable fins i tot des de la llunyania, silueta accentuada per les altes torres de comunicacions que s'alcen sobre el seu cim i per la llarga filera de torres eòliques que recorren la cresta.
Oiz encara conserva taques de frondoses i bosc mixt, sobretot en els vessants N, I, i ES. Les zones altes, totalment desboscades, són veritables pasturatges on plàcidament pasturen ramats d'ovelles, cavalls i vaques. La fauna salvatge també és destacable, amb nombroses espècies de mamífers, com a senglars i cabirols. Quant a les aus, comparteix l'hàbitat amb el proper Parc Natural d'Urkiola.
Exemplars aïllats de petits grèvols, i arbustos com brucs i argelaga, jalonen el camí, que de vegades descarnat, mostra les entranyes d'un subsòl de pedra arenisca, en franc contrast amb les moles calcàries de les muntanyes del Duranguesat. A Iturzuri, paratge on existeix una font d'aigua fresca i cristal·lina, l'aigua descompon les roques del terreny.
En el cim se situa un vèrtex geodèsic de primer ordre.

## Història i llegenda
La cresta d'Oiz representa un dels llocs més emblemàtics de la història de Biscaia i d'Euskal Herria. Durant part de la prehistòria, aquests paratges van ser habitats per gents dedicades al pasturatge, que han deixat la seva petjada en els monuments prehistòrics existents. Més tard es van ser apropant a la vall fins que van acabar conquistant-ho ja en el principi de la nostra era; mostra d'això és la necròpoli de Momoitioko San Joan.
Oiz és un dels Montes Bocineros de Biscaia, des dels quals, en temps llunyans, es realitzaven les convocatòries a les "Batzarrak" o Juntes de Gernka. Aquesta convocatòria es realitzava mitjançant fogueres i tocant botzines de banya.
Oiz també és mite i llegenda; perquè també aquí, Mari, "la Dama d'Anboto", té el seu estatge. Explica la tradició que cada set anys, Mari es trasllada d'Anboto a Oiz, i que el temps, bo o dolent, i les collites, abundants o escasses, dependran del lloc on es trobi.
En el plànol de les desgràcies també Oiz té el seu lloc: el 19 de febrer de 1985 un vol de la companyia Iberia L.A.E. que feia el recorregut Madrid-Bilbao va xocar contra l'antena de Euskal Irrati Telebista (la primera que es veu en la fotografia), caient pel vessant nord i perint tota la tripulació i passatge, en total 148 persones.

## El parc eòlic

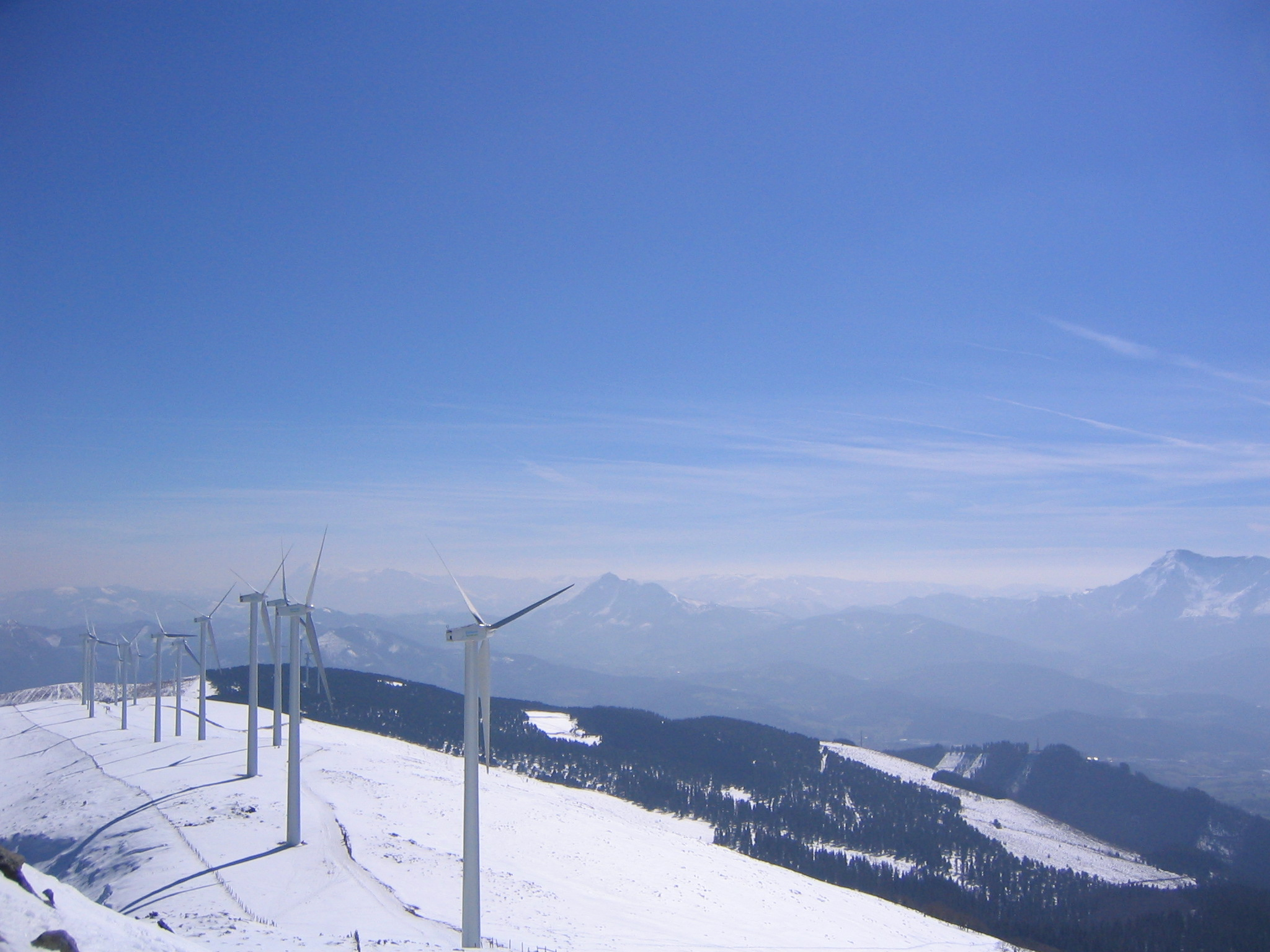
Oiz. Vista parcial del parc eòlic.

A la carena de l'Oiz s'ha situat un parc eòlic amb una potència instal·lada de 34 MW. Aquest parc, que s'estén per terrenys dels municipis de Mallabia, Berriz i Munitibar-Arbatzegi-Gerrikaitz, està format per 40 aerogeneradors de 850 KW cadascun d'ells i pertany a l'empresa Eólicas Euskadi. Va ser el primer parc de generació d'energia elèctrica per mitjans eòlics de Biscaia.
Els aerogeneradors se situen sobre la carena, que té una adreça nord-oest a sud-est. Hi ha tres alineacions diferenciades: una d'elles, de 21 aerogeneradors, situats a l'est del cim de l'Oiz, entre una altitud que oscil·la entre els 850 m i els 965 m, seguida d'una altra, de 9 màquines generadores, a una cota de 770 m. Aquestes dues alineacions constituïren la primera fase de construcció del parc, que entrà en funcionament en desembre de 2003. L'agost de 2007 va entrar en funcionament la tercera alineació, composta de 10 aerogeneradors situats a l'oest del cim. L'entrada en funcionament de la segona fase va convertir al parc eòlic d'Oiz en la instal·lació més gran d'aquest tipus de Biscaia i la segona més gran del País Basc.
En el disseny de la ubicació dels aerogeneradors es va tenir especial cura a respectar diferents elements de valor arqueològic i natural, entre els quals destaquen el dolmen d'Iturzurigaina i els túmuls de Probazelaiburua I i II, així com alguns elements biotòpics (planes inundables, tolles, vegetació singular...). La línia d'evacuació de l'electricitat generada per cada generador, així com les seves línies de control, conflueixen en una caseta situada en els voltants de la ubicació dels aerogeneradors, just entre el tram un i dos. D'aquest punt parteix una línia subterrània, que té un salt aeri de 500 m, de 9 km de longitud, que uneix la instal·lació amb la xarxa elèctrica general en la subestació que la companyia Iberdrola té en el municipi d'Abadiño.
Els aerogeneradors van ser subministrats per l'empresa Gamesa Eòlica i en la seva fabricació van col·laborar empreses com Indar, Ormazábal, Alkargo i Etxesa. La seva instal·lació la van realitzar les empreses de la zona Usabiaga i Aldaiturriaga, i l'obra civil del parc la va fer l'empresa marquiñarra Gaimaz.
L'obertura d'una pista de servei al peu dels generadors que recorre tota la carena d'Oiz ha possibilitat poder completar una sèrie de recorreguts amb bicicleta de muntanya, que abans quedaven interromputs, obrint així les possibilitats de la realització de moltes rutes de BTT de bastant dificultat.

### Característiques
Eólicas Euskadi va començar a realitzar mesuraments de les característiques dels recursos eòlics de l'Oiz en 1997. Els generadors són de la marca Gemesa Eòlica, dels models G52-850 KW i G58-850 KW, amb una potència de 850 KW, un pes de 60 tones, un diàmetre de rotor de 52 i 58 m (segons model) i 52 metres d'altura. Tenen una velocitat d'arrencada de 4 m/s i una velocitat de tall de 25 m/s.
La velocitat mitjana del vent al parc és de 7,3 m/s. La potència instal·lada és de 34 MW, amb una producció mitjana anual equivalent al consum de 85.000 llars. La inversió realitzada va ser, per a la primera fase, de 23 milions de € i per a la segona de 8,5 milions.

## Rutes d'ascens

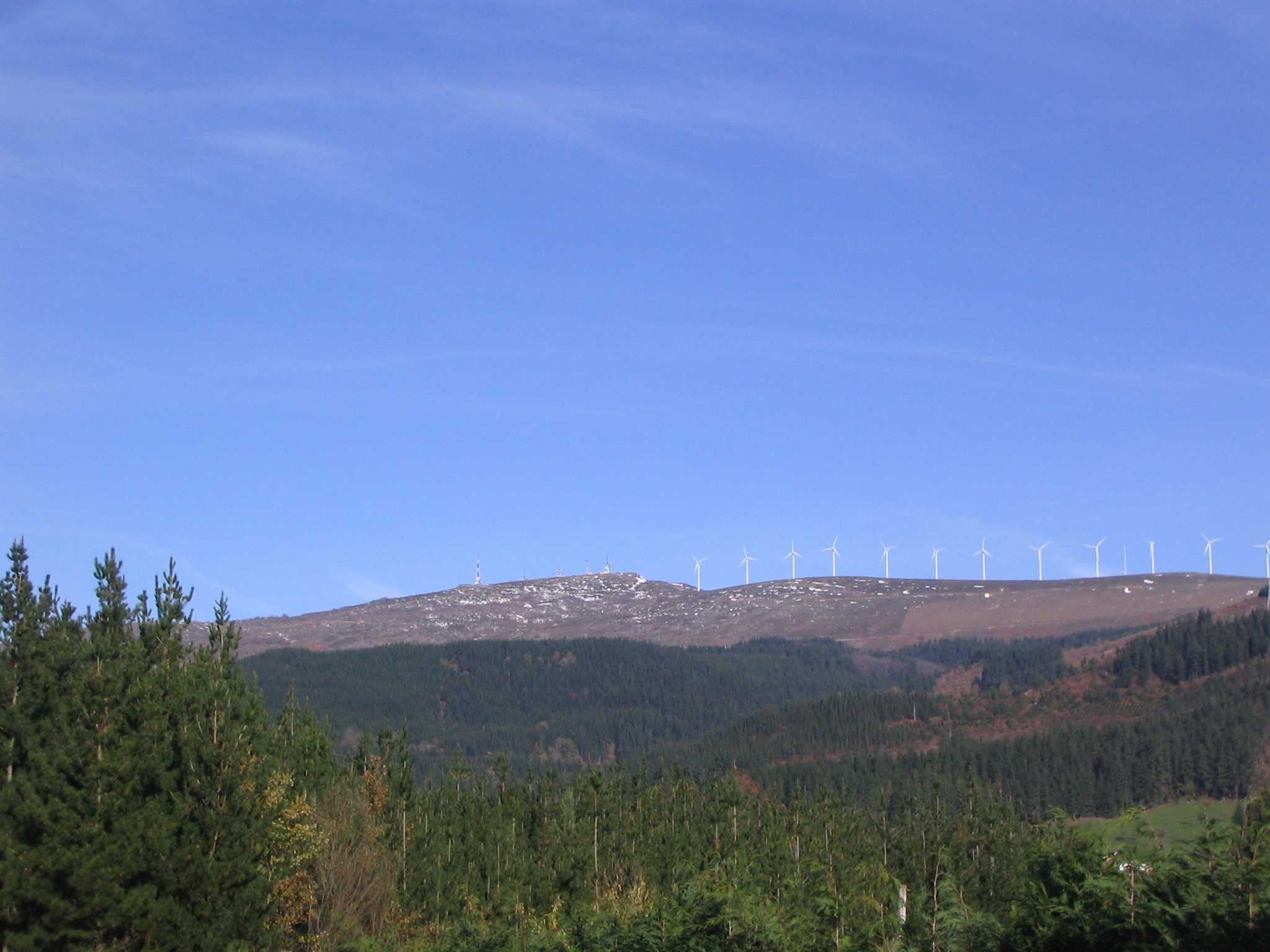
Cim Oiz. Vista de la cara sud.

Des de la carretera que serpenteja el vessant Oest del massís, on se situa el mirador anomenat Bizkaiko Talaia (Balconada de Biscaia), una pista convenientment senyalitzada amb indicacions marca l'itinerari a Oiz (1.029 m) per la lloma de Donesolo (550 m) per ascendir en direcció al pas d'Arreseburu (798 m) on es troba l'ermita de Sant Cristóbal i es fa contacte amb la pista de l'Oiz. Altres accessos destacables pel vessant Nord són Ziortza (307 m) o el port de Gontzegarai (360 m). En aquest últim cas una pista arriba fins al serral i caseriu Kortaguren (595 m). Remuntant directament la muntanya des d'aquest punt. Pel vessant est l'ascens es realitza des del Port de Trabakua (405 m) per la lloma de Zengotitagana (812 m) per connectar amb el llom oriental de l'Oiz.
Temps d'accessos
- Durango (3h 30m) per Sarrimendi.
- Garai (3h), per la pista d'Oiz.
- Balcón de Vizcaya (1h 30m).
- Pto. Trabakua (1h 30m).

Font (rutes d'ascens):Mendikat